# Energia livre termodinâmica
Em termodinâmica, a energia livre termodinâmica refere-se à parcela da energia total de um sistema passível de ser transformada em energia mecânica via execução de trabalho por parte do sistema. Tem particular importância em aplicações de engenharia.
Em vista da segunda lei da termodinâmica, energias mecânicas podem ser convertidas em energia térmica sem restrição, contudo nem toda energia térmica de um sistema pode ser convertida em energia mecânica. A parcela da energia interna de um sistema indisponível à conversão em energia mecânica via trabalho é determinável pelo produto da entropia {\displaystyle S} pela temperatura {\displaystyle T} do referido sistema.
A energia livre termodinâmica é obtida mediante a subtração da correspondente parcela indisponível à execução de trabalho do total de energia atrelado ao sistema a se considerar, dando por resultado uma função de estado termodinâmica que representa a energia disponível para a execução de trabalho no sistema. Há contudo duas possibilidades de escolha quanto à energia total a ser utilizada nos cálculos, o que tem por consequência a definição não de uma, mas sim de duas energias livres distintas.
Se a energia total em consideração for a energia interna de um sistema, que busca medir a totalidade de energia atrelada às partes do sistema e às relações que estas estabelecem entre entre si, a energia livre resultante é nomeada energia livre de Helmholtz ({\displaystyle F}). A energia livre de Helmholtz é matematicamente definida por:
{\displaystyle F=U-TS}
Se a energia total em consideração for a entalpia de um sistema, grandeza que busca medir não apenas a energia atrelada às partes de um sistema e à interação entre elas (a energia interna {\displaystyle U}), como também a energia atrelada ao sistema devido à relação deste com a sua vizinhança (dada geralmente pelo produto entre a pressão da vizinhança e o volume do sistema, {\displaystyle PV}), a energia live resultante é nomeada energia livre de Gibbs ({\displaystyle G}):
{\displaystyle G=H-TS=(U+PV)-TS}
Dadas as definições, enquanto a energia livre de Helmholtz mede a quantidade total do sistema disponível à execução de qualquer tipo de trabalho — sem fazer distinção se o trabalho será "útil" ou encontrar-se-á atrelado à variação de volume do sistema contra a pressão ambiente — a energia livre de Gibbs busca mensurar à totalidade de energia disponível à execução de trabalho "útil" apenas.
A escolha entre qual das energias livres usar é determinada pela situação. A energia livre de Helmholtz mostra-se muito útil à análise de processos que têm os correspondentes estado inicial e o estado final à mesma temperatura (transformações isotérmicas). Se, contudo, além da temperatura, as pressões dos estados inicial e final também forem iguais (transformações isotérmicas e isobáricas), o uso da energia livre de Gibbs traz vantagens em comparação à de Helmholtz.
Como os processos que ocorrem em condições ambientes são geralmente do último caso — com o ambiente funcionando como um reservatório térmico e mecânico de forma a manter a temperatura e a pressão do sistema constantes — as variações da energia livre de Gibbs são normalmente de maior importância nos processos naturais. A espontaneidade dos processos naturais ligam-se à minimização da energia livre de Gibbs: processos que levam à diminuição desta energia livre são naturalmente espontâneos, e processos que implicariam um aumento no valor deste potencial termodinâmico não ocorrem naturalmente de forma espontânea.